# اچ‌ام‌اس دیتیشام (ام۲۶۲۱)
اچ‌ام‌اس دیتیشام (ام۲۶۲۱) (به انگلیسی: HMS Dittisham (M2621)) یک کشتی بود که طول آن ۱۰۰ فوت (۳۰ متر) بود. این کشتی در سال ۱۹۵۳ ساخته شد.